# ICE

ICEのロゴ

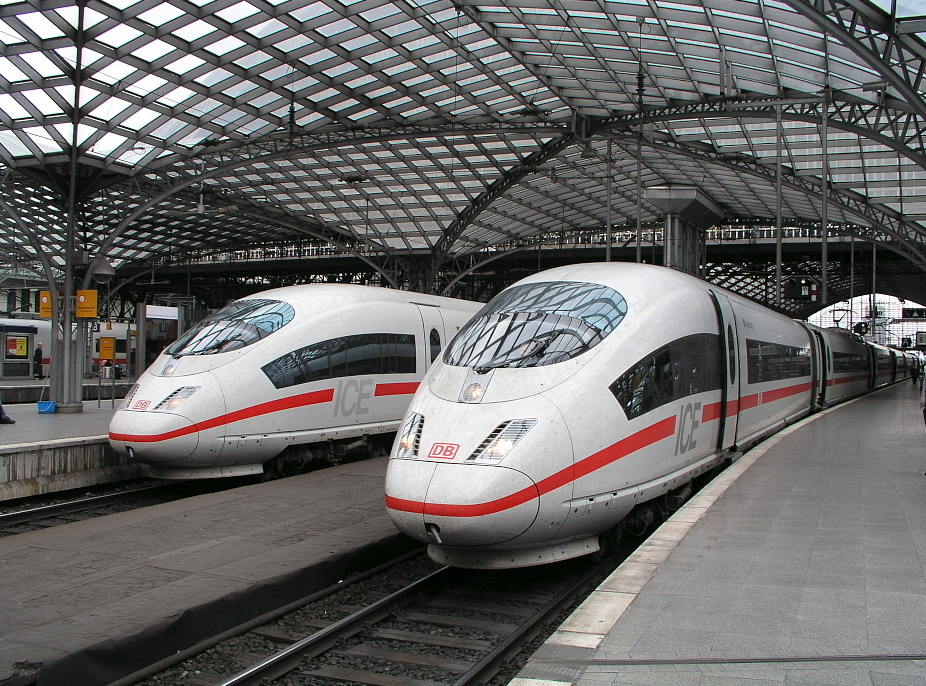
ケルン中央駅に停車中のICE 3

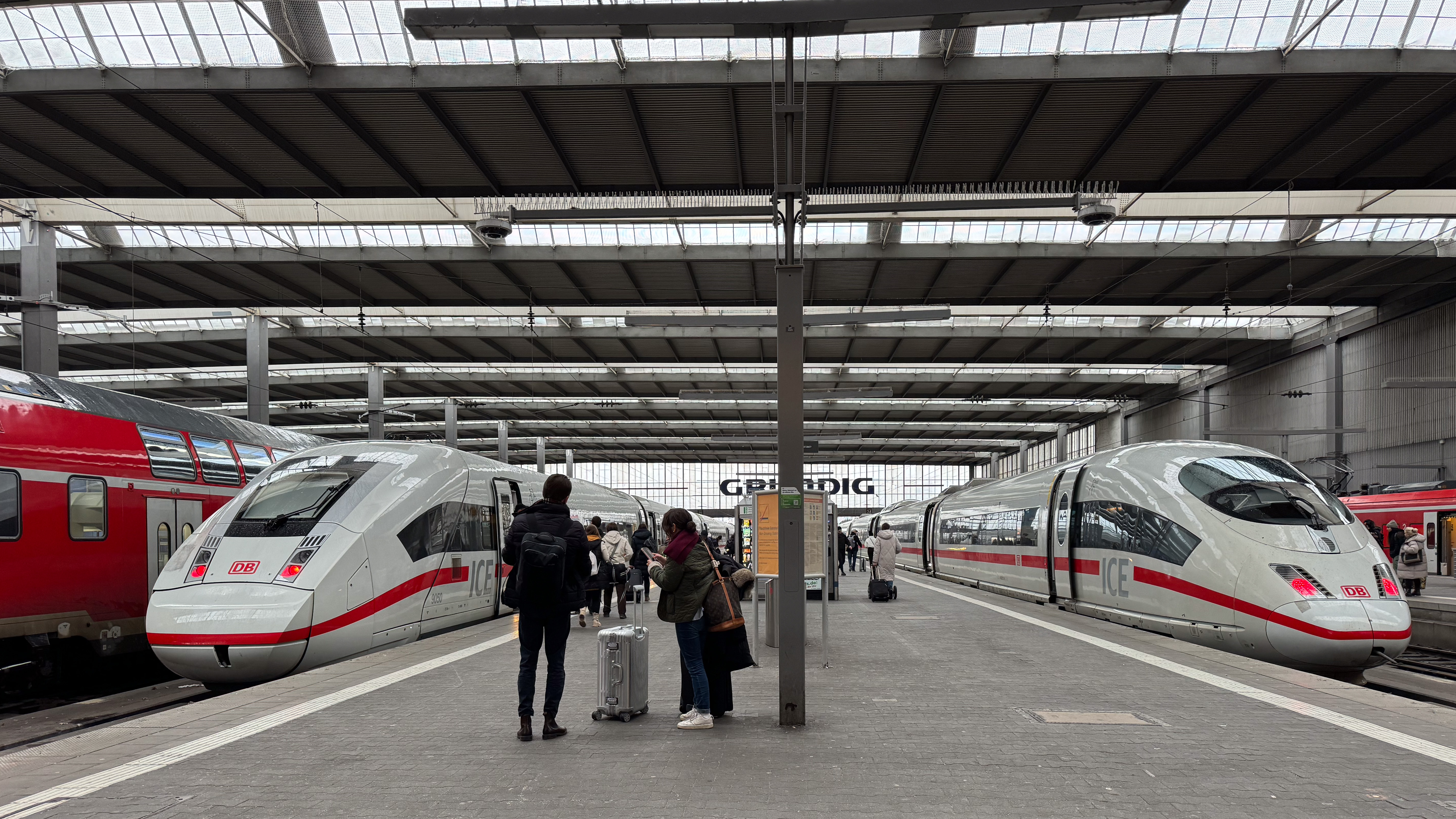
ミュンヘン中央駅で

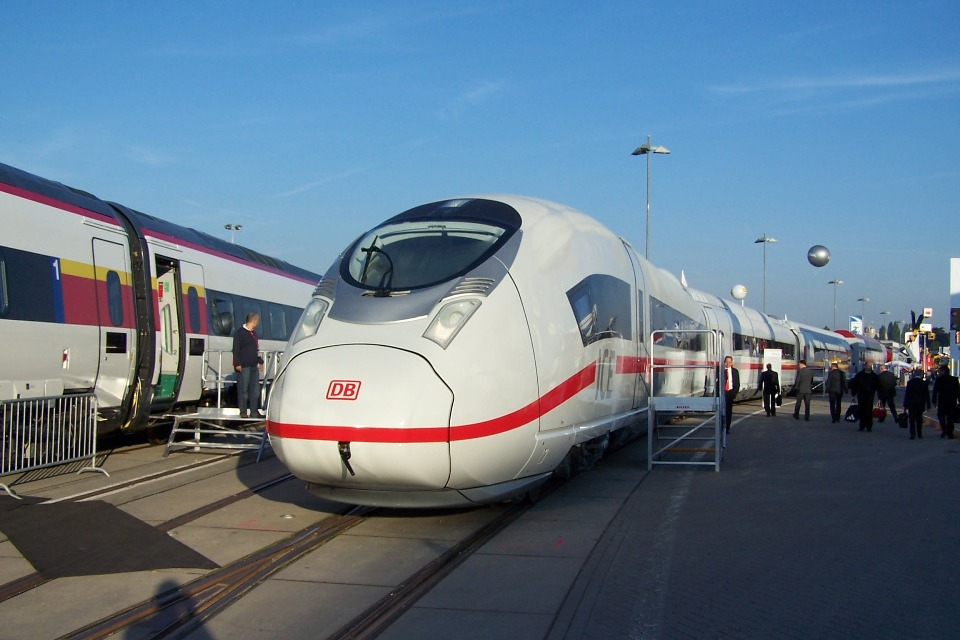
第2世代のICE 3であるVelaro D

ICE（イーツェーエー）は、ドイツを中心に運行されているヨーロッパの高速列車である。また、ドイツ鉄道の旅客列車における最上位の列車種別であり、インターシティの上位にあたる。正式名称はインターシティエクスプレス (Intercity-Express)。

## 歴史
ドイツ再統一後の1991年6月2日、ハノーファー-ヴュルツブルク、マンハイム-シュトゥットガルトのNBS（高速新線）本格開通と時を同じくして、ハンブルク - ハノーファー - フランクフルト・アム・マイン - シュトゥットガルト - ミュンヘンの路線（ICE6号線：ICE Linie 6）で運行を開始。最高速度は250 km/hとなり、ドイツにおいては1968年の200 km/h運転開始以来の営業運転速度向上となった。ICE 1の13両編成による運行で、全線通しの列車が1時間間隔で12往復設定されたほか、朝夕はハノーファー、カッセル、フランクフルト・アム・マイン、シュトゥットガルト発着の列車も運転された。また一部列車がヴィースバーデン、ハイデルベルクに乗り入れた。
ICEは好評を持って迎えられ、車両が落成次第順次運行区間を拡大していき、1992年にはスイスのバーゼル・チューリッヒに乗り入れを開始、1993年には統一ドイツの首府ベルリンまで運行区間を延ばした。1996年にはICE 2が加わり、ルール地方への乗り入れも開始。1998年にはオーストリアのウィーンへ運行区間を延ばした。
1998年9月27日、ハノーファー - ベルリンにNBSが開通し、ベルリンへの所要時間が大幅に短縮された。1999年より振り子式車両ICE Tの投入が始まり、線形の良くない区間、特に旧東ドイツ地域へのICE網拡大が本格化した。
2000年にはICE 3によりオランダのアムステルダムまでの運行を開始。2001年には気動車方式のICE TDが登場、非電化区間にもネットワークを広げた。2002年8月1日ケルン - フランクフルト・アム・マインのNBS開通にあわせ、同区間にシャトル列車の運行を開始、最高速度は300 km/hまで向上した。同年12月に本格開業を迎え、ベルギーのブリュッセルへ乗り入れた。
2007年6月10日のフランスLGV東ヨーロッパ線開通により、既存のユーロシティを置き換える形でフランスのパリまで1日3往復（パリ - ザールブリュッケン間2往復、パリ - フランクフルト・アム・マイン間1往復）が乗り入れた。
2007年12月9日からは、ICE TDによるデンマークのコペンハーゲンへの乗り入れや、ICE Tによるオーストリア方面への直通運転拡大も行われている。

## 車両
試作車も含めた多数のバリエーションがある。TGVとは異なり、客車を連接構造とはしていない。座席の間隔が広く、オーディオ設備（現在では廃止）を備え、食堂車も連結されていて、居住性が高いのが特徴。

### 車種
ICE / ICE V
ICE 1の量産に先立って製造された試作車（Versuchszug = 試験車）。両端の動力車と中間車3両からなる5両編成。当初ICE (InterCityExperimental) と呼ばれ、1985年に300 km/hの試験走行に成功、1988年5月1日にはフルダ - ヴュルツブルクで行われた試運転で406.9 km/hの世界記録（当時）を達成。
ICE 1の登場を前にICE Vに改名され、自動解結装置の試験などにも使用された。自動解結装置の装備に際して先頭部が改造され、後述するICE 2と似通った形状に変わっている。連結器は緊急時の簡易連結器だったものが、電気連結器を装備したシャルフェンベルク式密着連結器に換装され、左右分割式の連結器カバーが設けられた他、灯火類の形状も改められた。老朽化のため2000年に廃車。編成の内動力車の410 001と中間車の810 001がミンデンにあるドイツ鉄道技術センターに、もう一方の動力車410 002がミュンヘンのドイツ博物館にそれぞれ保存されている。保存から漏れた中間車2両は解体され現存しない。
ICE 1
1991年6月のICE運行開始に合わせて投入された第一世代車両。編成の両端に動力車を配した動力集中方式を採用しており、中間に12両の客車を組み込んだ14両編成を基本としている。動力車の形式は401形。ドイツ国内の主要都市間での運用に加えて、スイスやオーストリアへの乗り入れも実施されている。天窓を備えた食堂車が特徴。
ICE 2
ICEの路線網を需要の少ない線区にも拡大するため、短編成と分割併合運転に対応した第二世代車両。ICE1と同様の動力集中方式であるが、先頭車の一端を動力車、もう一端を制御客車としたプッシュプル方式である。動力車の形式は402形。基本編成は8両で、2編成を併結した16両編成での運用も行われる。但し、動力車を進行方向後ろ側とした場合、最高運転速度が250km/hまでに制限される等運用上の制約が多く、以後のICEの車両は動力分散方式を基本とすることとなった。
ICE S
ICE 3など動力分散方式車両の開発試験を目的に製造された。形式は410.1形。2001年8月13日の試験走行で、ドイツ鉄道とJR東日本の試験台車を使用した編成が393 km/hの最高速度を記録している。
試験終了後は計測車両に改造され、高速新線の線路計測と開業前試運転に使用されている。
ICE T
曲線の多い在来線区間の高速化に対応するため、車体傾斜装置を搭載した動力分散方式の電車として開発された。「T」は"Tilt-technology"（傾斜機構）を表す。車体傾斜装置はペンドリーノで実績のあるイタリア・フィアット社製を採用している。形式は7両編成が411形、5両編成が415形。高速新線の少ない旧東ドイツ地域や、山岳地帯の南ドイツ、オーストリアを中心に運用されている。
ICE 3
ケルン - フランクフルト・アム・マイン間の高速新線の急勾配に対応するため、動力分散方式を採用した第三世代車両。基本的なコンセプトは先に登場したICE Tと同一である。2000年のハノーファー万博開催に合わせて運行を開始した。形式はドイツ国内用が403形、国際列車用が406形 (ICE 3M)。2009年から2012年にはヴェラロをベースとした407形が、2022年からは故障の多発した406形の置換え用として408形が投入されている。
シーメンスはこのICE 3をベースとした高速鉄道車両のヴェラロを開発しており、スペインや中国、ロシアなどに輸出している。
ICE TD
ICEの路線網を非電化区間にも拡大するため、ICE Tをベースに開発された電気式気動車。車体傾斜装置はICE Tと異なり、シーメンス製を搭載している。形式は605形。2001年よりニュルンベルク - ドレスデン間の運用に投入されたが、トラブルの頻発により定期運用を離脱。2007年より営業運転に復帰し、2017年までの10年間ハンブルクとデンマークのコペンハーゲンを結ぶ渡り鳥コースの国際列車として運用されていた。保存予定の一編成と、検測車に改造転用された一編成を除いて全車退役している。
ICE 4
それまでのICE 3が高速化に重点が置かれていたのに対し、ICE 4では最高速度はやや控えめで経済性に重点が置かれている。車両形式は412形。発注当初はICxと呼ばれたが、2015年12月にICE 4に改称され、2016年の秋から14か月の試運転後、2017年12月から運用開始。12両編成のICE4は全長346 m、最高速度は250 km/h、座席数は1等205席、2等625席の合計830席。
ICE L
2023年に登場したスペインのタルゴによって製造される客車方式のICE。動力集中方式のICEとしてはICE 2以来となる。車軸を持たない左右独立連接車で、尚且つ低床車両であるタルゴの特徴を生かし、バリアフリー性をこれまでのICEより高めた車両となっている。客車の先頭に運転室を設けたペンデルツーク方式を採用し、折り返し時の機関車の付け替えを省略している。牽引・推進に使用される機関車にはタルゴが開発、製造する交直両用電機機関車の「トラヴカ」及びシーメンスが展開しているベクトロンの電気機関車/電気式ディーゼル機関車のモード切替が可能なバイモード機関車である「ベクトロンDM」が採用され、非電化区間へのシームレスな直通運転が可能となっている。2024年10月よりベルリン～アムステルダム間の国際列車系統で営業運転を開始する予定で、非電化区間を含むICE路線網を拡大するとともに老朽化したICの車両を置換えて行くこととなる。

### 車内接客設備

#### 客席
開放型の客室を基本として、一部車両にコンパートメントが併設されている。407形など定員確保のために全ての客室を開放型とした編成も存在する。
シートは変則配置の集団見合型簡易リクライニングシートで、座席を回転させることはできない。座席が対面した部分には大型テーブルが設けられている。なおこのテーブル付き席の窓にはハンマーが備え付けられていて、非常脱出口を兼ねている。

#### 家族向け座席

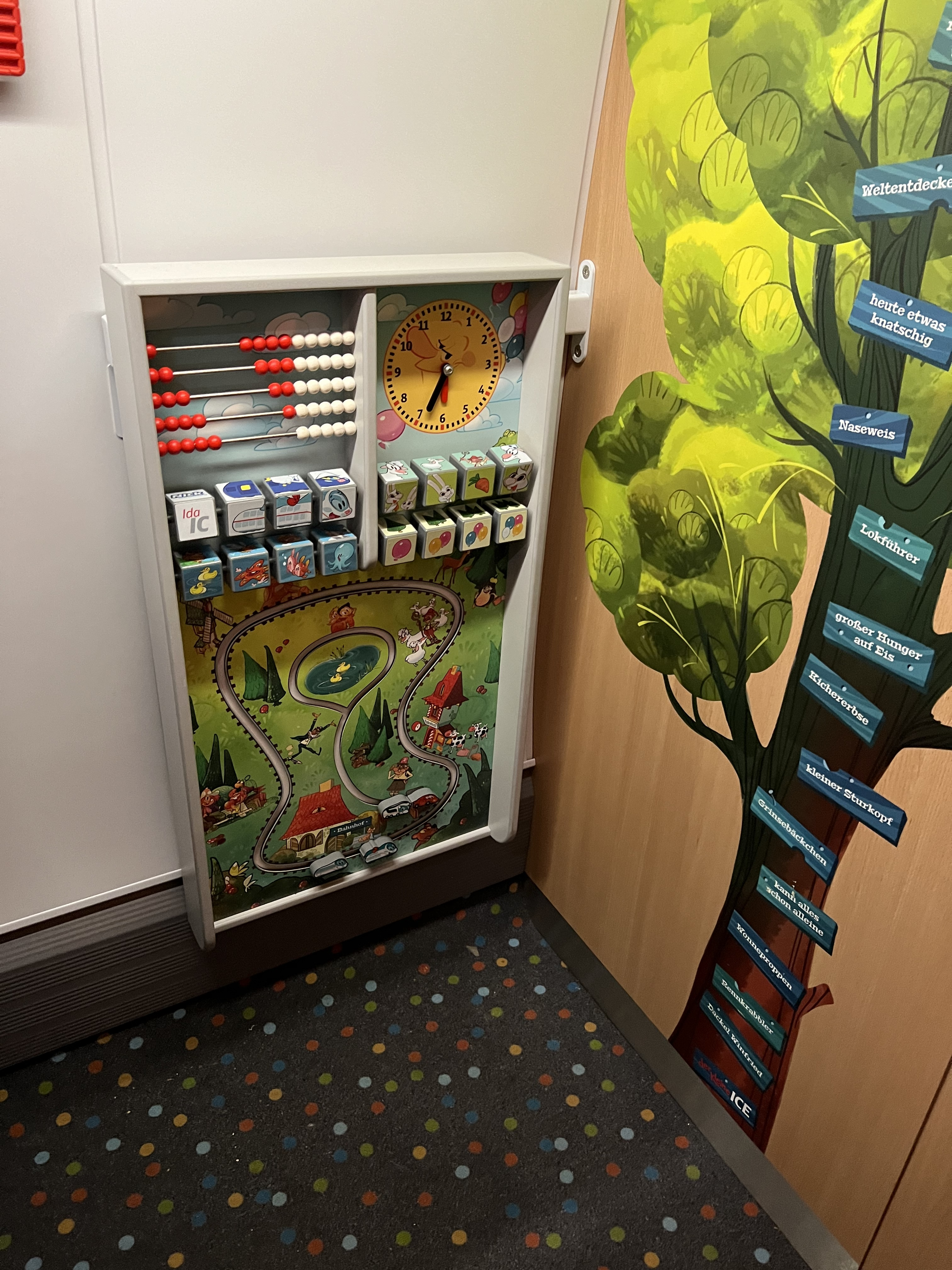
ICE4の家族向け座席に備えられた玩具

編成中の一部車両に家族向け座席があり、子供向けの装飾が施されている。一部編成では子供向け玩具が壁面に備え付けられている。

#### 自転車持ち込みスペース
ICE 4、ICE TおよびICE 3の一部編成では自転車持ち込みスペースが備えられ、予約をした場合は自転車を持ち込むことができる。

#### 食堂車

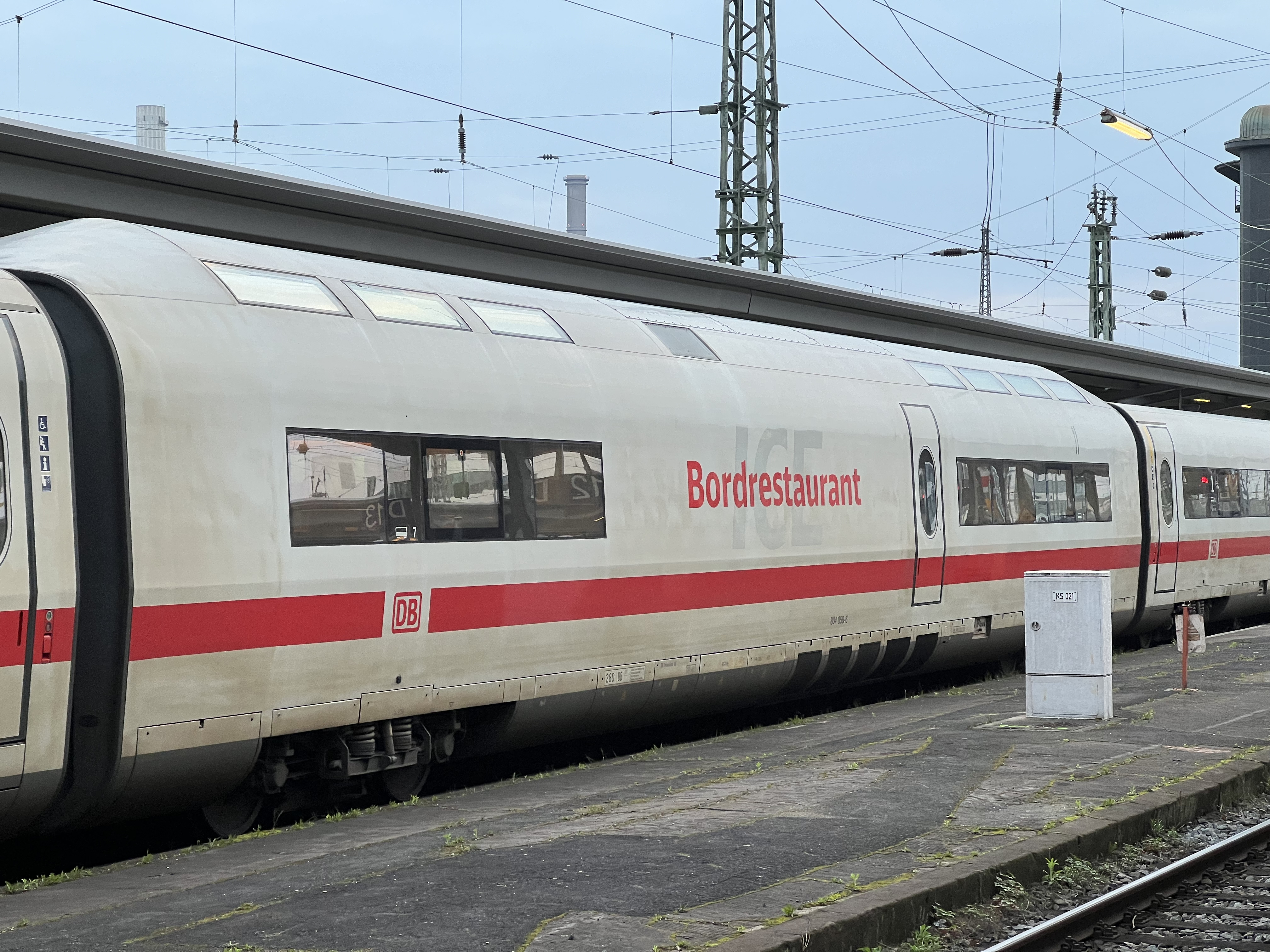
ICE1の食堂車

全編成に食堂車（Bord Restaurant）またはビュフェ車（Bord Bistro）が連結されていて、供食サービスが備わっている。
食堂車では座席で食事を楽しめるほか、持ち帰り用カウンターで食事を受け取り自席に持ち帰ることもできる。メニューは合理化のため調理済みの食品を温めて提供するものであるが、食堂車内での食事の場合は陶器の食器に盛り付けられる。厨房にはビールサーバーとコーヒーマシンが備え付けられている。1等車では食事を座席まで届けるシートサービスが行われることもある。ビュフェ車には食事用の座席が備えられておらず、飲食物はカウンターで提供されるのみである。それ以外はほぼ食堂車と同一のサービスが行われる。
ドイツでは大規模駅を除き、駅での供食サービスが限定的であるため、食堂車は列車利用者への食事提供という役割が大きい。このため2002年以降は列車運行主体であるDBフェルンフェルケール自らが食堂車の運営を行い、赤字にもかかわらず営業を継続している。

### 車両整備

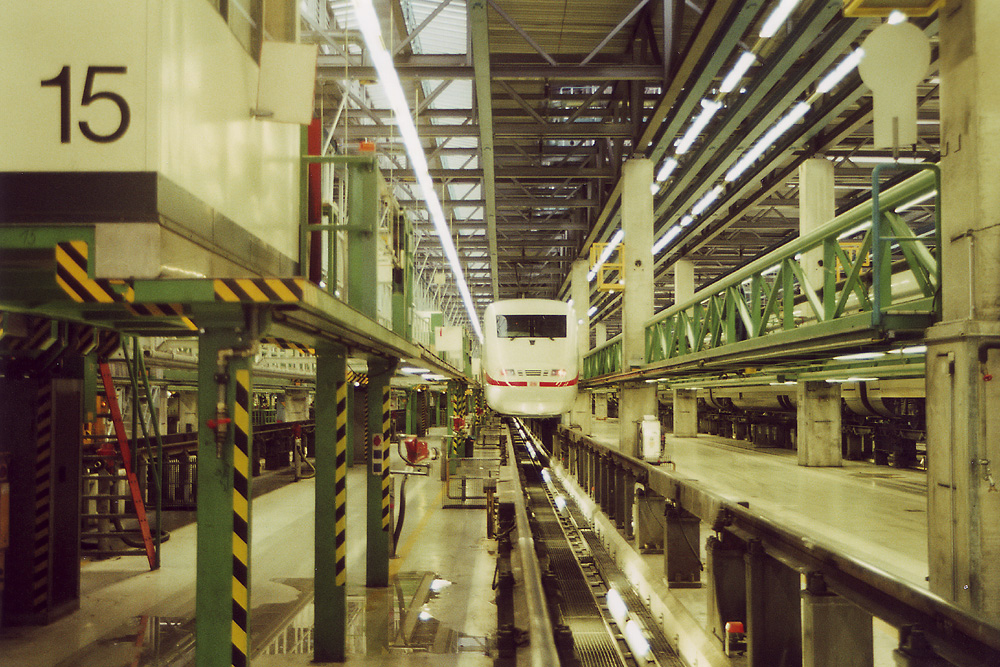
ミュンヘン工場内のICE 1

車両の整備概念は7つのステップに分かれている。
走行距離4,000 kmにつき1時間半かけて検査が行われる。汚水タンクから水が抜かれ、給水タンクに新しい水が補充される。ドアの故障など重大な故障は修理される。さらに安全のため、試験が行われている。これにはパンタグラフなど集電装置類の点検が含まれ、絶縁部や変圧器の検査、亀裂やパンタグラフ圧の確認、クリーニングなどが行われている。台車の検査もこの時点で行われている。
走行距離20,000 kmにつき2時間半の検査が行われ、これはナッハシャウ (Nachschau) と呼ばれている。この段階では、LZB（NBS上で使われている自動列車保安装置）やブレーキ系統のシステムがチェックされる。
走行距離が80,000 kmに達すると、点検段階1 (Inspektionsstufe 1) と呼ばれる段階に入り、2つの単位でそれぞれ8時間かけて、ブレーキ系統の精密検査や同じようにエア・コンディショナーや供食設備、座席や旅客案内装置の検査が行われる。
走行距離が240,000 kmに達すると、点検段階2 (Inspektionsstufe 2) と呼ばれる段階になり、電動機、軸受や駆動軸、ボギー台車や連結器の検査が命じられる。この検査は通常二つの単位で、それぞれ8時間かけて行われる。
年に1回、約480,000 kmに走行距離が達した時点検段階3 (Inspektionsstufe 3) の段階に入る。この検査段階には気密装置や変圧器の冷却装置の整備、客室内の整備も含まれている。
最初の全般検査は走行距離が120万 kmに達した時点で行われる。これは新幹線車両と同じである。車両のすべての構成部分で完全な検査が、5日区分を2回取り実施される。2回目の全般検査は240万 kmに走行距離が達した時に実施され、ボギー台車は新しいものに交換され、多くの部分は分解され詳しく検査される。最初の全般検査同様、5日区分を2回取り実施されている。
整備はICE専用の整備工場で実施されている。ICEの整備工場はそれぞれ、スイスのバーゼル、ドイツ国内はベルリン、ドルトムント、フランクフルト・アム・マイン、ハンブルク、ミュンヘン、ライプツィヒ、ケムニッツなど運行の拠点となる地に立地している。故障の報告はあらかじめ、車載コンピュータシステムによって工場に送られ、整備時間を最小限に抑えている。

### リコール
2008年7月9日、ICE Tがケルンで低速走行中に車軸の亀裂による脱線事故を起こした。これをうけてドイツ鉄道は、シーメンス・ボンバルディア各メーカーに対するリコールを決定した。台車問題が解決するまで当面の間、ICE-TとICE3の各編成の検査周期を短くすることにしたが、検査入場頻度の増加に伴い車両が不足するため、各地の主要ターミナル駅で列車遅延や混雑が発生した。なおドイツ鉄道の公式発表では、2008年10月23日に発生したハンブルク駅構内での脱線事故は人為的なミスによるもので本件とは無関係とされている。

### 編成名
2002年から、ICEの編成の一部には都市の名前がつけられており、車両の外部に市名と紋章が描かれている。

## 運行形態

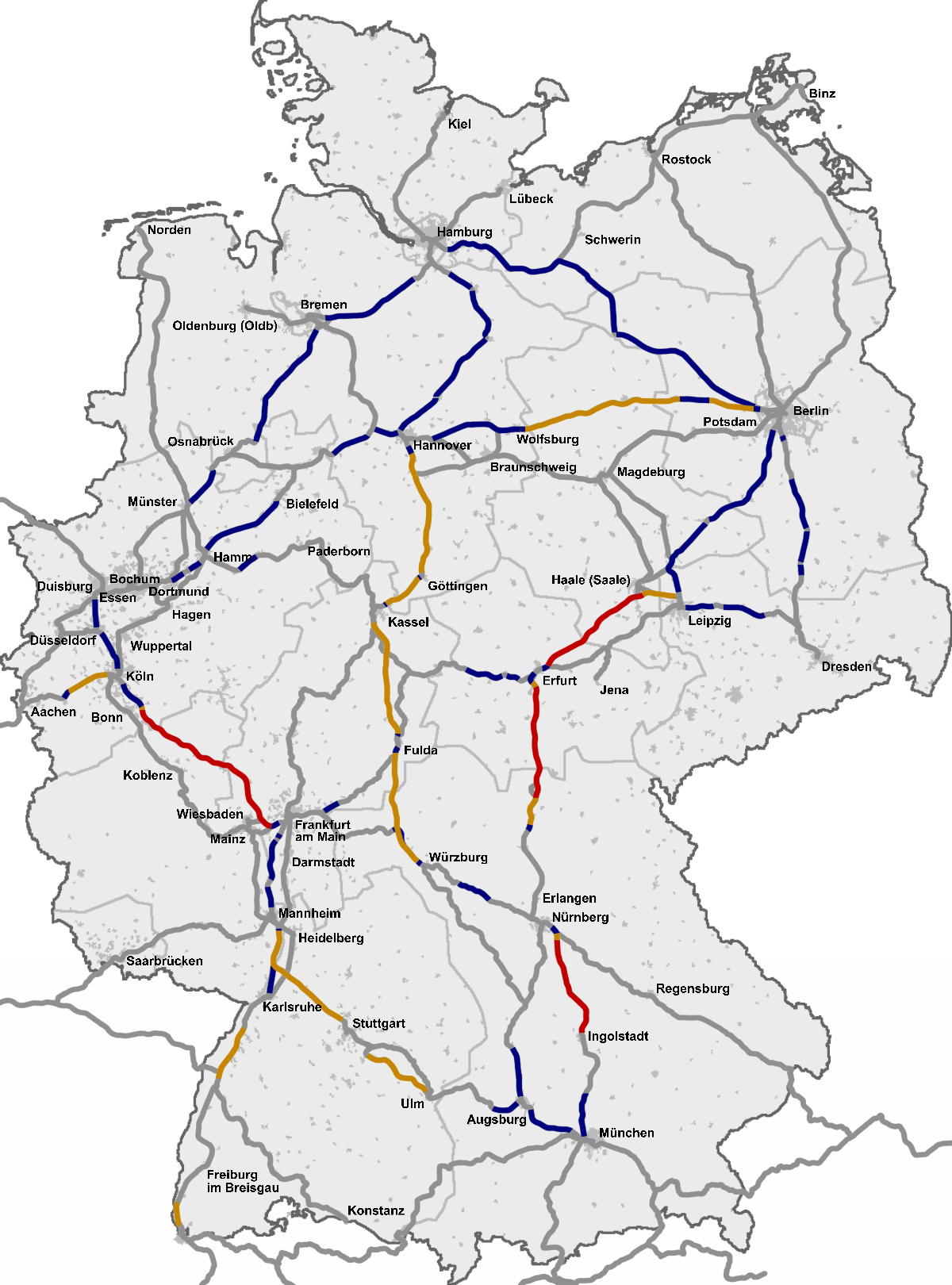
ICE路線網 赤：NBS (300 km/h)、黄：NBS (250 km/h)、青：ABS (200 - 230 km/h)

運行頻度と最高速度

それまでのインターシティ (IC) の基本方針、すなわち2時間間隔の運転、1等車・2等車・食堂車の連結、主要駅での同一ホーム接続などを受け継ぎつつ、さらなるスピードアップを追求した。
運行路線はNBS（Neubaustrecke、高速新線）の有無とは関係なく、またNBSもICE専用の線路とは限らない。また従来のインターシティ・ユーロシティ (EC) も引き続き運行されており、ICEはこれらを完全に置き換えるものではない。このような点において新幹線やTGVなどとは異なる。
毎時a分、b分発というパターンダイヤで、日本でかつて運行されていたエル特急と似たような運行形態である。各系統とも1 - 2時間に1本程度の運行。主要区間では複数の系統が合わさって、最大で毎時3 - 4本程度になる。ドイツでは全国に都市が分散しているので、直通列車だけだと本数が少なくなってしまうが、ターミナル駅での乗り換え時間を短くするダイヤの工夫により、乗り換える場合も含めれば国内の中都市同士で毎時1 - 2本の乗車機会があるよう配慮されている。原則的に追い抜きはなく、各列車の停車駅の数やスピードに大きな差はないが、主にビジネス客向けに、停車駅を絞ったICEスプリンター (ICE Sprinter) という速達列車が一部路線で運転されている（後述）。また、かつての夜行列車シティナイトライン廃止の代替として設定されている、表定速度の遅い夜行ICEもある。
最高速度は、NBSではジークブルク/ボン - フランクフルト空港遠距離駅（ケルン - フランクフルト空港）で300 km/h、ヴュルツブルク - ハノーファー、マンハイム - シュトゥットガルト、ヴォルフスブルク - ベルリン、バーデン＝バーデン - オッフェンブルクで250 km/h。在来線を改良したABS（Ausbaustrecke、改良路線）では、ケルン - デューレンで250 km/h、ハンブルク - ベルリンで230 km/h、その他の路線では160 - 200 km/h程度。
フランクフルト空港駅を発着する一部のICEに対しては、ルフトハンザドイツ航空の便名を付け、座席の一部を航空便として提供することで、航空と鉄道との連携輸送を行っている。かつてはルフトハンザ・エアポート・エクスプレスという専用の列車で提供されていたものであるが、現在はAIRailというサービス名で、定期のICEの一部の座席を買い上げる形に変更されている。

### ICEスプリンター
ICEスプリンターは、ドイツの大都市間を移動するビジネス客向けに、停車駅を最小限に絞り、通常のICEよりも所要時間を短縮した列車である。
ビジネス客がターゲットであるため、当初は平日の朝と夕方に設定され、土曜・休日は運休であった。また、一般のICEと異なり、乗車には予約が必須であったほか、運賃・料金のほかに追加料金（1等16ユーロ・2等11ユーロ）が必要で、1等旅客には無料の食事サービスが提供された。しかし、2015年12月13日のダイヤ改正から運行区間を大幅に拡大し、土曜・休日も運行、予約不要・追加料金不要と、停車駅以外は一般のICEと同じになっている。
1992年5月に「イーザル・スプリンター」 (Isar Sprinter) の名称で、フランクフルト・アム・マインとミュンヘンの間を、途中マンハイムのみの停車で運転を開始した。
2008年12月時点では、ケルン - ハンブルク間に1往復、ベルリン - フランクフルト・アム・マイン間に2往復が設定されていた。
2015年12月現在、次の10区間に設定されている。
- フランクフルト - ベルリン
- フランクフルト - ハノーファー
- フランクフルト - ハンブルク
- フランクフルト - ケルン
- フランクフルト - デュッセルドルフ
- フランクフルト - シュトゥットガルト
- ケルン - ハンブルク
- デュッセルドルフ - ハンブルク
- デュースブルク - ハンブルク
- エッセン -  ハンブルク

### 国際列車
国際列車としては、オランダのアムステルダム、ベルギーのブリュッセル、フランスのパリ、スイスのチューリッヒ、インターラーケン、オーストリアのウィーン、クラーゲンフルトまで直通する。直通先のいずれの国においてもICEの種別名で運転される。過去にはオーストリアのインスブルック、デンマークのコペンハーゲン・オーフスへの直通もあった。

#### スイス
1992年9月より、ハンブルクとフランクフルト・アム・マインを結ぶ系統の一部を、バーゼル経由でチューリッヒまで延長したのが最初で、これはICEとしては最初のドイツ国外への進出となった。スイス直通に際しては、ICE1の19編成に対して、集電装置や保安装置などをスイス国内対応とする改造が行われている。その後、ICE 4に置き換えられた。
また、1999年5月より、シュトゥットガルトとチューリッヒを結ぶ系統にも投入された。こちらは振子式ICE-T（415形・5両編成）が投入されたが、スイス直通対応用として5編成が用意されている。この系統はのちに、7両編成のICE-T（411形）に置き換えられている。411系の投入に際しては、415系の先頭車（スイス直通対応）と、411形の先頭車（スイス直通非対応）を、それぞれ交換する手法が採られている。その後、この系統はICに格下げされた。
これとは別に、振り子式気動車であるICE-TD（605形・4両編成）が、2001年6月より、ミュンヘンとチューリッヒを結ぶ系統（アレガウ線）に投入されたが、不具合が頻発したため、2003年12月に運用を終了した。
2024年5月現在、ドイツ国内からバーゼルを経由してチューリッヒまでを結ぶ系統が1日6往復、ドイツ国内からバーゼル・ベルンを経由してインターラーケンまでを結ぶ系統が1日3往復、それぞれ設定されている。

#### オーストリア
1998年5月より、ハンブルクとウィーンを結ぶ系統にICE1が投入された。オーストリア直通に際しては、10編成のICE1が、保安装置などの対応改造を行った。
2006年より、ドイツ鉄道所有のICE-T（411形）3編成がオーストリア連邦鉄道 (ÖBB) に譲渡されて同社の4011形となった。この3編成と、ドイツ鉄道のICE-T（411形）8編成を使用して、2007年12月より、フランクフルト・アム・マインとウィーンを結ぶ系統に、2時間間隔で投入されている。
2023年より、ICE 4によるクラーゲンフルト系統が設定されている。
2024年5月現在、ドイツ国内からパッサウを経由してウィーンまでを結ぶ系統が1日6往復、ドイツ国内からミュンヘンを経由してクラーゲンフルトまでを結ぶ系統が1日1往復（他にレイルジェットが1往復）設定されている。ミュンヘンとウィーンを結ぶ系統はレイルジェットに置き換えられている。

#### オランダ
2000年11月より、ケルンからアムステルダムまでを結ぶ系統に、"ICE International"の名称で、オランダ・ベルギー直通対応のICE3M（406形）が投入された。13編成はドイツ鉄道の所有であるが、3編成はオランダ鉄道の所有となっている。
2024年5月現在、ドイツ国内からケルンを経由してアムステルダムまでを結ぶ系統が1日7往復設定されている。

#### ベルギー
2002年12月より、フランクフルトからブリュッセルまでを結ぶ系統に、"ICE International"の名称で、オランダ・ベルギー直通対応のICE3M（406形）が投入された。当時、既にベルギー国内の高速新線（ブリュッセル - リエージュ間）は開業していたが、当初、ICE3Mは高速新線の走行が許可されず、在来線経由での運転となった。2004年12月よりこの規制は撤廃され、ベルギー国内も高速新線経由となった。2009年6月には、リェージュからドイツ国境までを結ぶ高速新線が開業した。
2024年5月現在、ドイツ国内からケルンを経由してブリュッセルまでを結ぶ系統が1日7往復設定されている。なお、ケルンからブリュッセルまではタリスが同一ルートを走行する。

#### フランス
2007年6月のLGV東線開業に伴い、フランス直通対応のICE3MF（406形）が、フランクフルト・アム・マインからザールブリュッケンを経由してパリまで直通するようになった。その後、407形に置き換えられ、406形はオランダ・ベルギー系統の増発に転用された。TGVが同一ルートを走行する。
2024年5月現在、ドイツ国内からザールブリュッケンを経由してパリまでを結ぶ系統が3往復（他にTGVが1往復）、ドイツ国内からカールスルーエを経由してパリまでを結ぶ系統が3往復（他にTGVが4往復）、それぞれ設定されている。

#### デンマーク
車両不具合のため定期運用から離脱していたICE-TD（605形）を使用し、2007年12月より、ハンブルクとコペンハーゲンを結ぶ系統と、ハンブルクとオーフスを結ぶ系統で、それぞれ直通を開始した。前者は「渡り鳥コース」と呼ばれるルートで、途中、鉄道連絡船による航送が行われていた。その後、IC/ECへの格下げにより消滅している。

## 事故

### エシェデ鉄道事故
1998年6月3日、ドイツのニーダーザクセン州エシェデ付近を時速200 kmで走行していたICEが脱線、道路橋に衝突し大破する事故が発生した。原因は弾性車輪の金属疲労による破損。この事故で101人が死亡し、ドイツの鉄道事故としては第二次大戦後最悪の惨事となった。

### 走行中のICE火災事故
2018年10月12日、ドイツ西部ラインラント＝プファルツ州を走行中の高速列車ICE3型車両、電気系統が原因とみられる火災が発生した。一部車両が激しく燃え、乗客約500人が避難、数人が軽傷を負った。火災は12日朝に発生し、消防隊が数時間後に消し止めた。列車はケルンからミュンヘンに向かっていた。

## ドイツ国外への展開
韓国の高速鉄道KTXではフランスとの入札競争で健闘したが敗れた。
台湾高速鉄道ではフランスとともに「ヨーロッパ連合」を組み、ICEの動力車とTGV Duplexで組成した「ユーロトレイン」によってプレゼンテーションを行ったが、「日本連合」に敗れた。最終的にはインフラ整備をヨーロッパ連合、車両と技術は日本連合が担当する玉虫色の決着を見たが、これに対してヨーロッパ連合は台湾高速鉄道に対し違約金を請求した。
スペインでは、高速新線AVEのマドリード - バルセロナ線でICE3ベースの車両、ヴェラロE（ICE350の名称もあった）が投入され、最高速度350 km/hでの営業運転が予定されている。
中国の京滬高速鉄道では当初ICE方式によるドイツの参入が有力視されていた。2005年11月、主席の胡錦濤の訪独にあわせ、最高速度300 km/hの高速鉄道用と同200 km/hの在来線高速化用の計100編成について、うち60編成について、ICE 3ベースの車両を現地企業との合弁で納入することが決定。3編成はドイツ純正、残りは中国への技術移転による生産となる。なお、中国におけるこの電車の形式名はCRH3である。車体幅はICE 3と比べて若干広い。
アメリカのアムトラック北東回廊への高速列車の導入に際しては、アムトラックのロゴを付けて輸出し、スウェーデンのX2000とともに試験的に走らせたが、最終的にはTGVの技術を応用したアセラ・エクスプレスが導入された。
2006年5月、ロシアのモスクワ - サンクトペテルブルク間を結ぶ高速鉄道にシーメンス社とロシア鉄道との間でICE 3をベースとした新型車両の納入契約が交わされ、2010年にサプサンとして運用を開始した。車体幅はICE 3よりも広い。